# Bundesstraße 47
Die Bundesstraße 47 (Abkürzung: B 47) ist eine in West-Ost-Richtung von der A 6 bei Wattenheim in Rheinland-Pfalz nach Walldürn in Baden-Württemberg zur B 27 verlaufende Bundesstraße. Sie  führt durch die Oberrheinische Tiefebene und den Odenwald.
Die B 47 teilt sich Straßenabschnitte mit den Verläufen von Nibelungenstraße (zwischen Worms und Amorbach) und Siegfriedstraße (zwischen Worms und Lorsch bzw. Amorbach und Walldürn).

## Verlauf

### In Rheinland-Pfalz

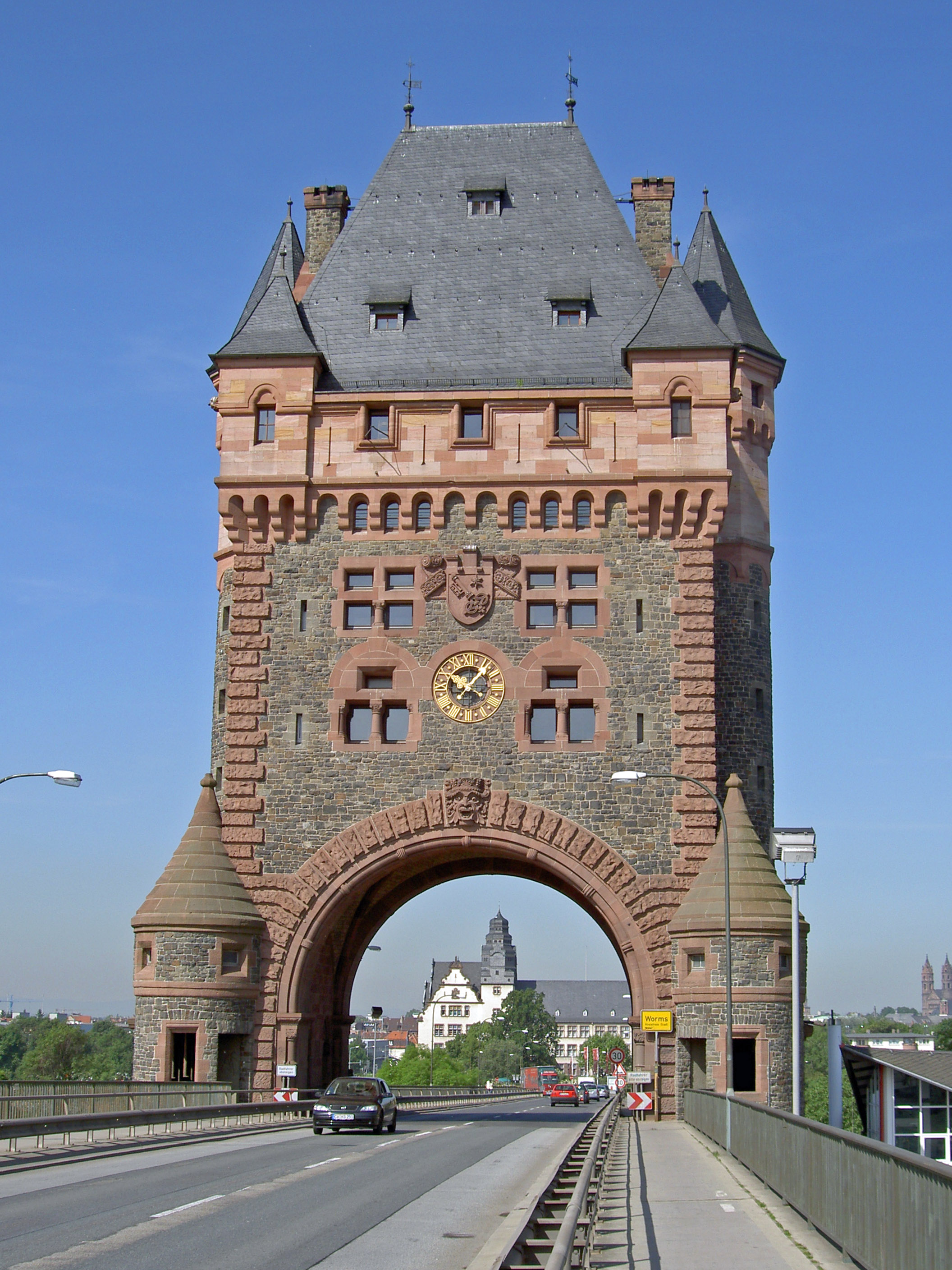
Die alte Nibelungenbrücke Worms, Blickrichtung Worms (2005), führt jetzt zweispurig nach Worms

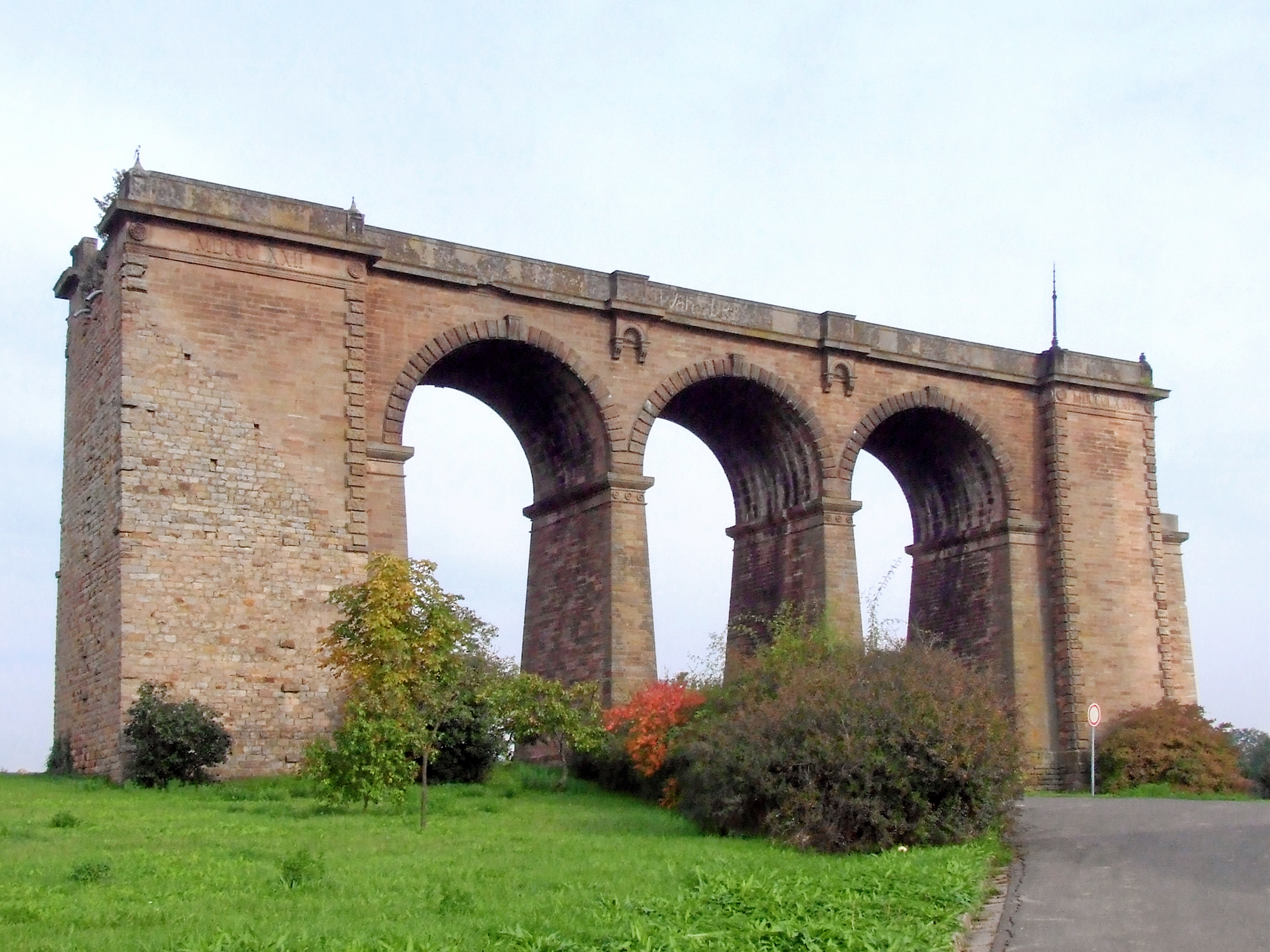
Überrest des Pfrimmtalviadukts

Die B 47 beginnt in Rheinland-Pfalz im Landkreis Bad Dürkheim am Nordrand des Naturparks Pfälzerwald an der nördlich von Wattenheim gelegenen Anschlussstelle „Wattenheim“ der Bundesautobahn 6. Anfangs verläuft die Bundesstraße – den Naturpark verlassend – in Richtung Norden über Hettenleidelheim in den Donnersbergkreis nach Eisenberg, wo sie das Eisbachtal kreuzt. Weiter nördlich passiert sie Kerzenheim westlich, tangiert Göllheim westlich und führt östlich an Dreisen vorbei, wo eine Anbindung an die A 63 besteht (Anschlussstelle „Göllheim“). Parallel zu dieser Autobahn und zur Pfrimm verläuft die B 47 in Richtung Nord-Nordosten nach Marnheim, wo sie einen Überrest des Pfrimmtalviadukts passiert.
Von Marnheim verläuft die B 47 im Zellertal weiterhin entlang der Pfrimm nach Osten, um über Albisheim zur Gemeinde Zellertal zu gelangen. Im anschließenden Landkreis Alzey-Worms führt sie durch Wachenheim nach Monsheim, wo sie die B 271 kreuzt. Danach führt sie weiter nach Worms. 
Dort verläuft die Bundesstraße nach Kreuzen der B 9 direkt östlich der Stadt auf der Nibelungenbrücke – dabei durch den alten Brückentorturm Nibelungenturm führend – über den Rhein, wobei sie auf der Brücke nach Südhessen übertritt.

### In Hessen
In Hessen tritt die B 47 unmittelbar nach Überquerung des Rheins in das Hessische Ried bzw. den Geo-Naturpark Bergstraße-Odenwald ein. Darin führt sie im Landkreis Bergstraße durch Rosengarten, einem nordwestlichen Stadtteil von Lampertheim, und danach südlich vorbei an Bürstadt, wo sie die B 44 kreuzt. Nach dem daran anschließenden Lorscher Wald kreuzt sie nördlich von Lorsch die Bundesautobahn 67 (Anschlussstelle „Lorsch“), wonach Anbindung zur B 460 besteht und die Weschnitz überbrückt ist. Etwas weiter östlich ist die A 5 (Anschlussstelle „Bensheim“) bei Bensheim überbrückt, worin die B 3 bzw. die Bergstraße kreuzt.
Östlich von Bensheim führt die B 47 im Tal der Lauter in stetiger Steigung durch mehrere Gemeindeteile von Lautertal hinein in den Odenwald zu den südwestlichen Hängen von Raupenstein und dem Buch bis auf eine Scheitelhöhe von 447 Meter an der Schönen Aussicht zwischen Kolmbach und der Lindenfelser Siedlung Litzelröder. Sodann geht es kurvenreich und stetig bergab über Lindenfels zum Gumpener Kreuz, dem 273 Meter hohen Sattel zwischen dem Weschnitz- und dem Gersprenztal wo sich die Straße mit der von Süden kommenden B 38 vereinigt. Die Straße wendet sich dann nach Nordosten und führt entlang des Mergbachs nach Reichelsheim im Odenwaldkreis. Hinter Beerfurth erreicht die Straße mit 190 Meter einen Tiefpunkt im Gersprenztal und zweigt dann von der B 38 in Richtung Michelstadt ab. Am Nordhang des Morsbergs führt eine kurvenreiche Steigungsstrecke über die 385 Meter hohe Spreng, den Übergang zwischen dem Gersprenz- und dem Mümlingtal oberhalb von Langenbrombach. Südlich vorbei an der Gemeinde Brombachtal gelangt die Straße über Rehbach und Steinbach hinab zu der hier 200 Meter hoch gelegenen Mümling bei Michelstadt. Zwischen Steinbach und Stockheim vereinigt sich die B 47 in südlicher Richtung eine kurze Strecke mit der B 45. Sodann zweigt sie in östlicher Richtung ab und steigt, nördlich an Dorf-Erbach vorbeiführend, durch dichten Wald hinauf bis auf eine Scheitelhöhe von 515 Meter bei dem an der bayerischen Grenze gelegenen Eulbach.

### In Bayern
In Bayern gelangt die B 47, weiterhin durch den Geo-Naturpark Bergstraße-Odenwald und den Odenwald verlaufend, von Boxbrunn nach Amorbach im unterfränkischen Landkreis Miltenberg. An der Brücke über die Mud bei Amorsbrunn zweigt die Bundesstraße 469 nach Miltenberg und ins Maintal ab, während die B 47 nach Schneeberg führt, um einen Kilometer weiter östlich das Land Bayern wieder zu verlassen.

### In Baden-Württemberg
Dann tritt die B 47 nach Baden-Württemberg und damit in den Neckar-Odenwald-Kreis über, um im Naturpark Neckartal-Odenwald durch das Tal des Marsbachs zu verlaufen und am Ostrand des Odenwalds in Walldürn mit Anschluss an die B 27 zu enden.

## Ferienstraßen

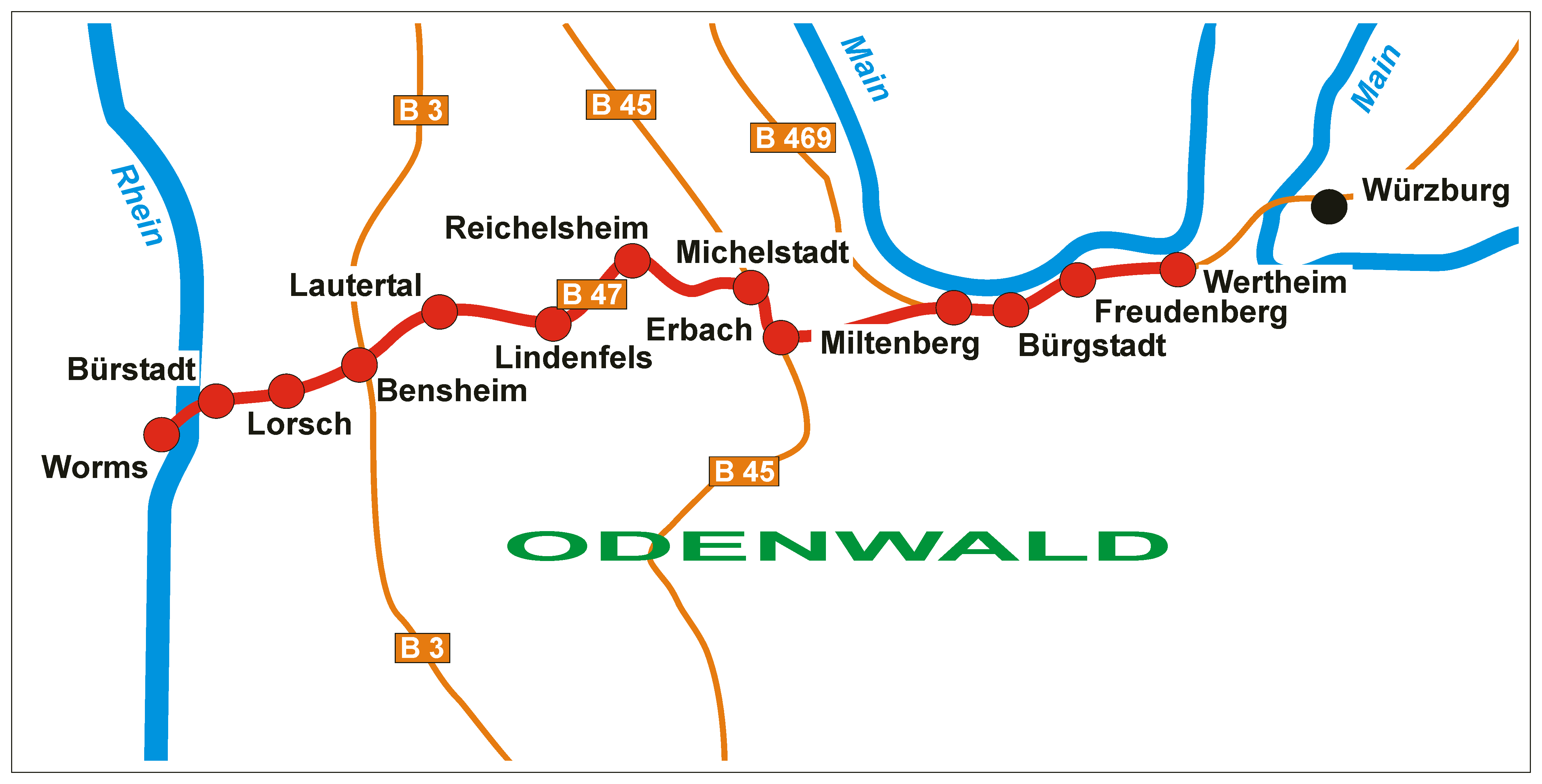
Verlauf der Nibelungenstraße (größtenteils identisch mit der B 47)

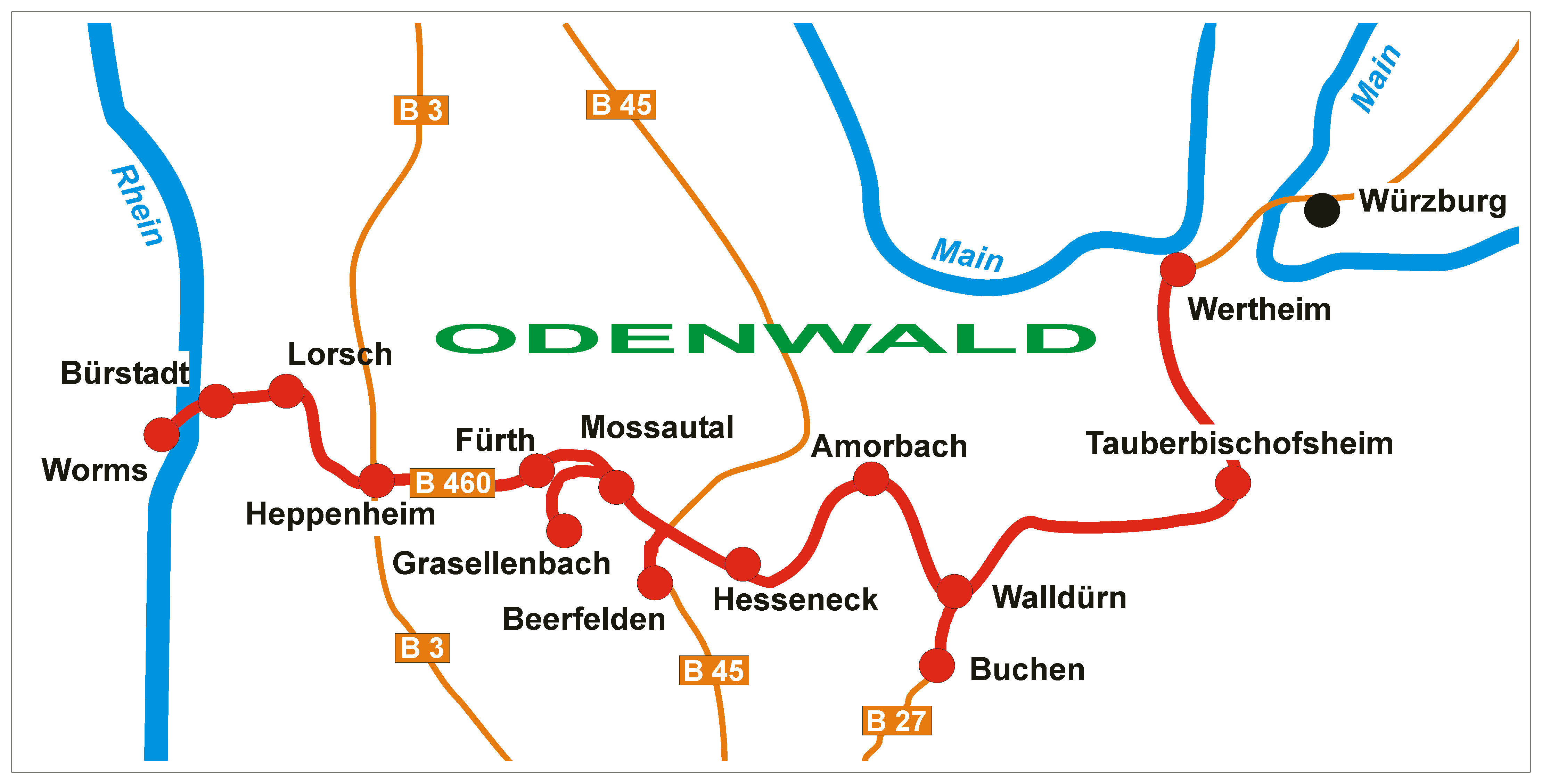
Verlauf der Siegfriedstraße (teilweise identisch mit der B 47)

### Nibelungenstraße
Von Worms bis Amorbach ist der Verlauf der B 47 identisch mit der etwa 110 km langen Ferienstraße Nibelungenstraße, die durch Teile der vorgenannten Bundesländer verläuft. Von Worms führt sie unter anderem über Bensheim und durch den Odenwald nach Amorbach, wo sie von der Bundesstraße abzweigt, um an den Main über Miltenberg nach Wertheim zu verlaufen.

### Siegfriedstraße
Von Worms bis Lorsch und weiter östlich von Amorbach und Walldürn ist der Verlauf der B 47 identisch mit der etwa 150 km langen Ferienstraße Siegfriedstraße, die ebenfalls durch Teile der vorgenannten Bundesländer verläuft. Von Worms führt sie zum Beispiel nach Lorsch, wo sie von der Bundesstraße abzweigt. Fortan verläuft sie über Heppenheim und Oberzent durch den Odenwald nach Amorbach, um bis Walldürn wieder identisch mit der B 47 zu verlaufen und dann weiter über Tauberbischofsheim ebenfalls an den Main nach Wertheim zu führen.

## Geschichte
Nach der territorialen Neuordnung Deutschlands durch den Wiener Kongress gehörte ein großer Teil des Odenwaldes zum Großherzogtum Hessen-Darmstadt. Im Jahre 1840 entstand die Landstraße zwischen Worms, Bensheim, Lindenfels und Michelstadt. Diese Straße war die erste Chaussee, die den Odenwald in Ost-West-Richtung durchquerte. Der Abschnitt zwischen Worms und Bensheim erhielt bei der Fernstraßennummerierung 1932 die Nummer 47, aus der dann durch Erweiterungen die heutige Bundesstraße 47 hervorging.

## Beachtenswerte Bauwerke

### Pfrimmtalviadukt
Direkt nordöstlich von Marnheim steht 50 m südlich der B 47 ein Überrest der Eisenbahnbrücke Pfrimmtalviadukt, die auch Marnheimer Brücke bzw. Tor zum Zellertal genannt wird.

### Talbrücke Pfeddersheim
Am östlichen Ortsrand von Pfeddersheim überspannt die Talbrücke Pfeddersheim auf einer Länge von ca. 1,5 km und in max. 30 m Höhe das Tal der Pfrimm. Die Brücke ist Teil der A 61 zwischen Alzey und Worms.

### Nibelungenbrücke Worms
Bei Worms wird im Rahmen der B 47 der Rhein und somit die Landesgrenze zwischen Rheinland-Pfalz und Hessen auf der Nibelungenbrücke Worms überquert. Es handelt sich dabei um zwei parallel geführte Brückenbauwerke, der alten Nibelungenbrücke von 1953 mit ihrem sehenswerten Brückenturm von 1898 und der neuen Nibelungenbrücke von 2008.

## Weiterer Ausbau
Folgende Projekte liegen derzeit im Stadium des Planfeststellungsverfahrens:
- Ortsumgehung Rosengarten: Neubau auf einer Länge von 3,6 km
- Ortsumgehung Bürstadt: Vierspuriger Ausbau (5,2 km)
- Vierspuriger Ausbau Riedrode/Lorsch auf 3,0 km